# Sciades townesi
Sciades townesi là một loài bọ cánh cứng trong họ Cerambycidae.